# Eric Haydock
Eric John Haddock (3 de febrero de 1943-5 de enero de 2019), conocido como Eric Haydock fue un músico británico, más conocido como el bajista original de The Hollies desde diciembre de 1962 hasta julio de 1966. Fue uno de los primeros músicos británicos en tocar un Fender Bass VI, un bajo de seis cuerdas. Aunque se le consideraba un gran bajista, fue sustituido en 1966 por Bernie Calvert, tras disputas relacionadas con la conducta de los managers de la banda.

## Carrera musical
Haydock se unió a una banda en Mánchester, Kirk Daniels & The Deltas, en 1960, en la que tocó con el cantante Kirk Daniels y sus posteriores compañeros de The Hollies Allan Clarke y Graham Nash. Más tarde, fue miembro de The Dolphins, donde tocaron el guitarrista Tony Hicks y el batería Bobby Elliott, también dos compañeros posteriores de The Hollies. En 1962, fue el bajista de The Emperors of Rhythm, la banda de la que surgirían The Hollies. Con su Fender Bass VI, fue una aparición especial en los escenarios ingleses a principios de los sesenta.
Como Hollie, Haydock mantuvo un perfil bajo, pero su sólida forma de tocar, junto con la percusión de Bobby Elliott, formó una buena base para el sonido del grupo. El hecho de que le echaran de la banda a principios de 1966 no se debió a sus cualidades musicales. Cada vez estaba más en desacuerdo con los otros miembros de la banda sobre la dirección a tomar y los demás le culpaban de llegar tarde a los conciertos y a las grabaciones. Bernie Calvert, que había ocupado el lugar de Haydock en The Dolphins, se convirtió ahora en su sucesor en The Hollies.
Tras su renuncia a la banda, Haydock siguió haciendo música. Se convirtió en la pieza central de la banda de rhythm and blues Haydock's Rockhouse. En la década de 1980, aprovechó el renovado interés por la música de los 60 y tocó canciones de The Hollies con una nueva banda. Cuando esta banda empezó a presentarse como demasiado parecida a los Hollies, provocó conflictos legales con el grupo aún existente. Los verdaderos Hollies ganaron y Haydock ya no pudo presentarse como Eric Haydock de The Hollies ni su banda como Eric Haydock & The Hollies. Sin embargo, se le permitió poner "formerly of the Hollies" en los carteles.
Entre 2004 y 2007, tocó en The Class of '64, que incluía a "Chip" Hawkes de The Tremeloes. También colaboró con otra banda ocasional, Legends of the Sixties, en la que también tocaba el antiguo batería de The Kinks, Mick Avory. 
En marzo de 2010, un tímido Eric Haydock se encontró de nuevo en el escenario con otros cuatro ex holandeses, cuando la banda fue incluida en el Salón de la Fama del Rock and Roll. En esa ocasión, Graham Nash lo describió como "un buen bajista".

## Fallecimiento
El 5 de enero de 2019 se anunció que había fallecido el día anterior a la edad de 75 años.